# Bolesław Jabłoński (pszczelarz)
Bolesław Jabłoński (ur. 17 marca 1928, zm. 6 maja 2010 w Puławach) – polski pszczelarz, profesor doktor habilitowany nauk rolniczych.
Wieloletni pracownik Instytutu Sadownictwa i Kwiaciarstwa im. Szczepana Pieniążka, zatrudniony w Oddziale Pszczelnictwa w Puławach od 1957 roku do przejścia na emeryturę w 2001 roku. Był między innymi Dyrektorem Pszczelniczego Zakładu Doświadczalnego w Libuszy (Górnej Niwie) i Kierownikiem Zakładu Botaniki Pszczelarskiej. Opublikował 106 prac naukowych i 168 artykułów popularnonaukowych, w których przedstawiał odkryte przez siebie aspekty nektarowania roślin oraz efekty zapylania kwiatów przez pszczoły.
Po śmierci został pochowany na cmentarzu komunalnym w Puławach, w grobie, w którym wcześniej spoczywała jego żona, Maria (sektor S5, rząd 3, grób 17).